# Bob- und Schlittenverband für Deutschland
Der Bob- und Schlittenverband für Deutschland e. V. (BSD) mit Sitz und Geschäftsstelle im bayerischen Berchtesgaden zählt in neun Landesverbänden rund 80 Vereine mit über 6000 Mitgliedern.
Fünf Clubs aus Friedrichroda, Ilmenau, Oberhof, Schierke und Winterberg standen am 5. November 1911 Pate, als der Deutsche Bobsleigh-Verband (DBV) in Frankfurt/Main gegründet wurde. Ebenfalls fünf Clubs, diesmal aus Bad Sachsa, Dresden, Hannover, Hildesheim und Ilmenau, begleiteten nur sieben Wochen später am 26. Dezember 1911 in Hannover die Gründung des Deutschen Rodelbundes (DRB).
Die Auswirkungen des Zweiten Weltkrieges brachten eine neue Organisation des Sports im geteilten Deutschland. In der jungen Bundesrepublik wurden Bob, Rodeln und Skeleton am 29. Oktober 1949 wiederum in Frankfurt/Main zum Deutschen Bob- und Schlittensportverband (DBSV) zusammengefasst. In der DDR gründete sich 1953 in Oberhof die Sektion Bob- und Schlittensport, 1957 dann in Ost-Berlin der Deutsche Schlitten- und Bobsportverband (DSBV – Präsidenten: 1953–1962 Heinz Rustemeier, 1962–1976 Erhard Feuereiss, 1976–1982 Hans Friedrich, 1982–1990 Martin Kilian, 1990 Karl-Heinz Anschütz).
Im Zuge der deutschen Wiedervereinigung fusionierte der DSBV der DDR 1990 mit dem DBSV. Das bisher letzte Eckdatum in mehr als neun Jahrzehnten national organisiertem Bob-, Rodel- und Skeletonsport bildete der 24. Juni 2000, als sich der DBSV auf seiner Jahreshauptversammlung in Ilsenburg/Harz den neuen Namen Bob- und Schlittenverband für Deutschland (BSD) gab.

## Struktur
Seit 1911 lenkten 18 Präsidenten die Geschicke des deutschen Kufensports. Von 1911 bis 1945 waren das Rentsch-Seyd (1911–1912/BC Schierke), Wolf von Werder (1912–1921/BC Friedrichroda), Otto Griebel (1921–1925/BC Oberhof/BC Taunus), Rettig (1925–1929/MSC München), Walter Dicke (1929–1930/Sauerländischer BC), Erwin Hachmann (1930–1936/Berliner SC), Karl Ritter von Halt (1936–1945/München). Ab 1949 (DDR s. o.) waren DBSV-Präsidenten: Otto Griebel (1949–1952/BC Taunus Frankfurt), Hanns Kilian (1952–1968/SC Rießersee) und Richard Hartmann (1968–1984/WSV Königssee). Unter Klaus Kotter (1984–2004/Eggenfelden) wurde der Verband schließlich zum BSD. Kotters Nachfolge trat 2004 der frühere thüringische Innenminister Andreas Trautvetter an.
Im Zuge der Mitgliederversammlung des BSD am 28. September 2024 in Düsseldorf legte Trautvetter sein Amt nach 20 Jahren offiziell nieder und wurde als Ehrenpräsident im BSD-Präsidium aufgenommen. Neuer Präsident ist Hans-Wolf von Schleinitz, der in den vergangenen Jahren bereits als Präsident des Bayerischen Bob- und Schlittenverbandes tätig war. Vizepräsidenten sind Ute Karger und Jochen Buck. Weitere Präsidiumsmitglieder sind Bernhard Kern, Jörg Steinle, Markus Dressler, Hans-Jürgen Köhne und Silke Kraushaar-Pielach (als Jugendwartin).
Für den spitzensportlichen Bereich ist der ehemalige Rennrodel-Cheftrainer Thomas Schwab als Generalsekretär und Sportdirektor zuständig. Er fungiert auch als Vorstandsvorsitzender des Verbandes. Ihm zur Seite stehen André Sander (Vorstand Leistungssport-Entwicklung) und Alexander Resch (Vorstand Leistungssport-Management und Koordinator Athletenmanagement). Cheftrainer im Bobbereich ist René Spies mit den Trainern Gerd Leopold, Matthias Höpfner, Stephan Bosch und Sepp Dostthaler. Cheftrainer für den Skeletonbereich ist Christian Baude. Ihm zur Seite steht David Lingmann. Im Rennrodelbereich ist Patric Leitner Cheftrainer, dem die Trainer Torsten Görlitzer, Katja Haupt und Andi Langenhan zuarbeiten.
Der BSD ist in neun Landesverbänden (Baden-Württemberg, Bayern, Brandenburg, Hessen, Niedersachsen, Nordrhein-Westfalen, Sachsen-Anhalt, Sachsen, Thüringen) organisiert.

## Olympische Winterspiele 2014
Bei den Olympischen Winterspielen in Sotschi schnitt das deutsche Bob-Team sehr schlecht ab, Thomas Florschütz machte dafür die für 900.000 € Steuergeld beim Institut für Forschung und Entwicklung von Sportgeräten entwickelten Bobs verantwortlich. BMW war gleichzeitig an der Entwicklung der deutschen und US-amerikanischen Bobschlitten beteiligt. Steven Holcomb gewann im Zweier und Vierer Bronze.
Der BSD sperrte nach den Spielen Manuel Machata. Machata hatte für 29.000 € privat aus der Schweiz Kufen bezogen, konnte sich jedoch nicht für die Spiele qualifizieren. Beim Weltcup in Winterberg fuhr Machata damit als Spurbob schneller als die deutschen Sotschi-Teilnehmer. Er stellte die Kufen dem späteren Olympiasieger Alexander Jurjewitsch Subkow zur Verfügung. Francesco Friedrich setzte am zweiten Tag ebenfalls solche Schweizer Kufen ein; dies brachte aber nicht den erhofften Erfolg.
Laut Bericht der Süddeutschen Zeitung hatte das Schweizer Unternehmen Machata die Kufen unter der Auflage „wenn du dich mit unseren Kufen nicht qualifizierst, bekommen wir sie zurück, damit sie ein anderer in Sotschi fahren kann“ zur Verfügung gestellt.

## Olympische Winterspiele 2022
Bei den Olympischen Winterspielen 2022 in Peking gewann das deutsche Bob-Team drei von vier Disziplinen und holte insgesamt sieben von zwölf möglichen Medaillen. Im Rennrodeln wurden alle vier Titel und sechs von zehn möglichen Medaillen gewonnen. Das Skeleton-Team gewann beide Titel und drei von möglichen sechs Medaillen.